# Mozga krótkokłosa
Mozga krótkokłosa (Phalaris brachystachys Link) – gatunek rośliny zielnej z rodziny wiechlinowatych. Występuje w basenie Morza Śródziemnego. Zawlekany, m.in. do Polski.

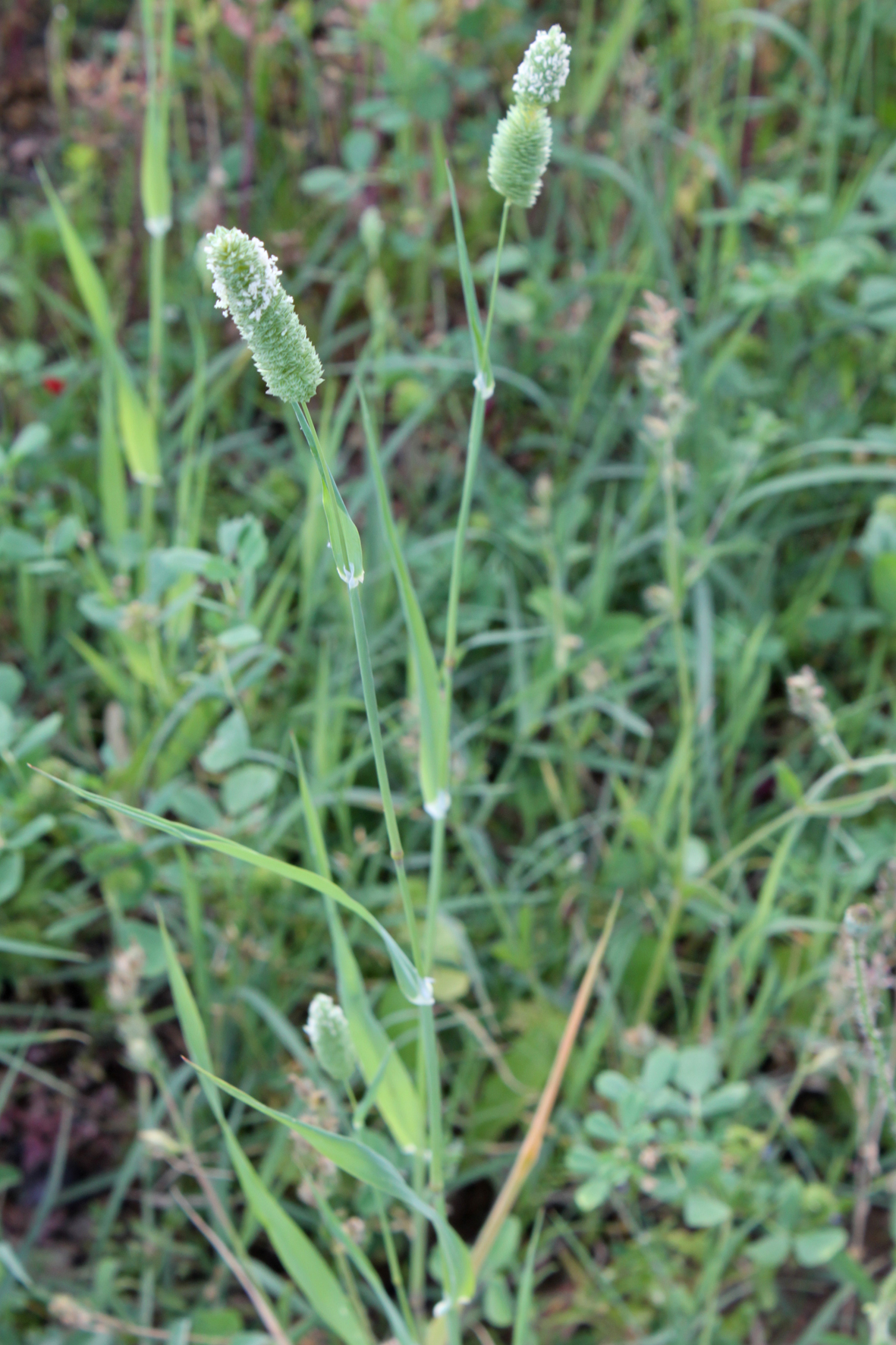
Pokrój

Zawiera garmin – alkaloid indolowy toksyczny dla niektórych gatunków zwierząt, w tym owiec.